# Данска на Светском првенству у атлетици на отвореном 2023.
Данска је учествовала на 19. Светском првенству у атлетици на отвореном 2023. одржаном у Будимпешти од 19. до 27. августа деветнаести пут, односно учествовала је на свим првенствима до данас. Репрезентацију Данске представљало је 11 атлетичара (2 мушкарца и 9 жена), који су се такмичили у 10 дисциплина (2 мушке и 8 женских).,

## Учесници
| Мушкарци: - Густав Лундхолм Нилзен — 400 м - Кристијан Улдбјерг Хансен — 1.500 м | Жене: - Анемари Нисен — 800 м - Софија Тогерсен — 1.500 м - Карен Еренрајх — Маратон - Мете Граверсгард — 100 м препоне - Juliane Hvid — 3.000 м препреке - Каролина Бонд Холм — Скок мотком - Лиса Брик Педерсен — Бацање диска - Annesofie Hartmann Nielsen — Бацање диска - Катрин Кох Јакобсен — Бацање кладива |

## Резултати

### Мушкарци
| Атлетичар                 | Дисциплина | Лични рекорд | Квалификације | Квалификације | Полуфинале            | Полуфинале            | Финале                | Финале       | Детаљи |
| Атлетичар                 | Дисциплина | Лични рекорд | Резултат      | Место         | Резултат              | Место                 | Резултат              | Место        | Детаљи |
| ------------------------- | ---------- | ------------ | ------------- | ------------- | --------------------- | --------------------- | --------------------- | ------------ | ------ |
| Густав Лундхолм Нилзен    | 400 м      | 45,80        | 45,66 ЛР      | 7. у гр. 4    | Нису се квалификовали | Нису се квалификовали | Нису се квалификовали | 32 / 41 (45) |        |
| Кристијан Улдбјерг Хансен | 1.500 м    | 3:37,65      | 3:37,27 ЛР    | 13. у гр. 4   | Нису се квалификовали | Нису се квалификовали | Нису се квалификовали | 30 / 58      |        |

### Жене
| Атлетичарка                | Дисциплина       | Лични рекорд | Квалификације  | Квалификације | Полуфинале            | Полуфинале            | Финале                | Финале       | Детаљи |
| Атлетичарка                | Дисциплина       | Лични рекорд | Резултат       | Место         | Резултат              | Место                 | Резултат              | Место        | Детаљи |
| -------------------------- | ---------------- | ------------ | -------------- | ------------- | --------------------- | --------------------- | --------------------- | ------------ | ------ |
| Анемари Нисен              | 800 м            | 2:00,10 НР   | 2:00,47        | 4. у гр. 7    | Нису се квалификовале | Нису се квалификовале | Нису се квалификовале | 25 / 56      |        |
| Софија Тогерсен            | 1.500 м          | 4:11,08      | 4:05,34 НР, ЛР | 7. у гр. 2    | Нису се квалификовале | Нису се квалификовале | Нису се квалификовале | 29 / 44 (45) |        |
| Карен Еренрајх             | Маратон          | 2:34:15      |                |               |                       |                       | 2:44:46               | 59 / 65 (78) |        |
| Мете Граверсгард           | 100 м препоне    | 12,83 НР     | 13,04 кв       | 3. у гр. 1    | 12,94                 | 7. у гр. 3            | Нису се квалификовале | 16 / 43      |        |
| Juliane Hvid               | 3.000 м препреке | 9:33,40      | 10:09,41       | 10. у гр. 3   |                       |                       | Нису се квалификовале | 34 / 35      |        |
| Каролина Бонд Холм         | Скок мотком      | 4,55         | 4,35           | 12. у гр. Б   | 24 / 32 (37)          |                       | Нису се квалификовале |              |        |
| Лиса Брик Педерсен         | Бацање диска     | 62,22 НР     | 57,96          | 12. у гр. А   | 24 / 37               |                       | Нису се квалификовале |              |        |
| Annesofie Hartmann Nielsen | Бацање диска     | 58,30        | 54,90          | 15. у гр. Б   | 30 / 37               |                       | Нису се квалификовале |              |        |
| Катрин Кох Јакобсен        | Бацање кладива   | 74,22 НР     | 71,25 кв       | 5. у гр. Б    | 71,33                 | 9 / 35 (36)           |                       |              |        |